# Osteulcus
Osteulcus – rodzaj skorków z rodziny skorkowatych i podrodziny Ancistrogastrinae.
Skorki o dużej głowie. Przedplecze mają lekko poprzeczne, niewiele szersze niż dłuższe. Skrócone, w zarysie prawie kwadratowe pokrywy (tegminy) mają na bocznych krawędziach krótkie kile podłużne, a krawędzie tylne są u nich skośnie ścięte. Tylna para skrzydeł jest całkowicie zanikła.  Odnóża są długie i smukłe. Spłaszczony, w okolicy środka długości rozszerzony i dalej ku szczytowi zwężony odwłok charakteryzuje się guzkowatymi bokami segmentów piątego, szóstego i siódmego. Przedostatni jego sternit ma wypukłą tylną krawędź pozbawioną płatów czy kolców w kątach bocznych. 
Rodzaj ten wprowadzony został w 1907 roku przez Malcolma Burra. Nazwa rodzajowa pochodzi od greckiego οστεουλκος, oznaczającego „cęgi”. Należą doń 2 opisane gatunki:
- Osteulcus africanus Brindle, 1978
- Osteulcus kervillei (Burr, 1905)

Pierwszy z wymienionych zamieszkuje Kamerun w Afryce (kraina etiopska), drugi zaś Wenezuelę w AMeryce Południowej (kraina neotropikalna).